# Секрет (группа)
«Секрет» — советская и российская рок-группа (бит-квартет). Большого успеха достигла в своём классическом составе «бит-квартета», образно и музыкально вызывавшем ассоциации с рок-группой «The Beatles».

## История

### Ранние годы и пик популярности
Бит-квартет «Секрет» был собран в 1983 году в Ленинграде Николаем Фоменко, Максимом Леонидовым и Дмитрием Рубиным, выпускниками Ленинградского государственного института театра, музыки и кинематографии. Ансамбль взял в качестве образца британский квартет «The Beatles», позаимствовав у своих кумиров внешний образ (причёски и костюмы), характерное звучание и лирические тексты песен. 
Название произошло от одной из песен «Битлз» — «Do You Want to Know a Secret?» (Ты хочешь узнать секрет?).
Свой первый концерт группа «Секрет» дала в качестве разогрева перед Майком Науменко в Москве, в ДК часового завода «Слава» (концерт был остановлен милицией). 20 апреля 1983 года состоялась первая репетиция группы в составе, ставшем впоследствии «классическим»: Максим Леонидов, Николай Фоменко, Андрей Заблудовский и Алексей Мурашов.
В октябре 1983 года Леонидов и Фоменко уходят служить в советскую армию (танковые войска, затем — «Ансамбль песни и пляски»); именно в это время появились знаменитые красные галстуки. Фоменко: «Мы не могли найти красные галстуки, поэтому моя мама купила пионерские по 75 копеек, шёлковые. Она взяла четыре военных галстука от парадной формы и обшила их красным».
Весной 1984 года музыканты записывают магнитофонный альбом «Ты и я» (звукорежиссёром выступил бывший барабанщик «Автоматических удовлетворителей» Игорь «Панкер» Гудков), чуть позже вступают в Ленинградский рок-клуб и в мае становятся лауреатами его II фестиваля, исполнив свои первые хиты «Тысяча пластинок» и «Она не понимает», а также кавер-версию песни лидера «Зоопарка» Майка Науменко «Мажорный рок-н-ролл».
Также, 21 и 22 июля 1984 года музыканты «Секрета» Андрей Заблудовский и Алексей Мурашов участвует в записи первого альбома будущего лидера рок-группы «Алиса» Константина Кинчева «Нервная ночь». Сам проект получил название Доктор Кинчев и группа «Стиль».
В начале 1985 года группа переходит на профессиональную эстраду в рамках деятельности Ленконцерта. 
Участвовала на разогреве в концертах Розенбаума.
25 июля 1985 года «Секрет» триумфально выступил в Ленинградском дворце молодёжи.
В 1984—1989 гг. участвовал в телепрограммах «Кружатся диски», «Утренняя почта» и «Музыкальный ринг» (с песнями в формате видеоклипа), объехал с концертами весь Советский Союз, гастролировал с группой «Машина времени».
В 1987 году фирма «Мелодия» выпускает второй альбом группы — «Бит-квартет „Секрет“». Практически все песни альбома уже были хитами: «Привет» (её соавтор Рубин взял песню с собой, когда в своё время перешёл из «Секрета» в группу «Интеграл», и она вошла в репертуар обоих коллективов), «Твой папа был прав», «Сара Барабу», «Моя любовь на пятом этаже» и другие.
Альбом был мгновенно раскуплен на всей территории СССР — спрос превышал предложение, он стал  дважды платиновым.
В 1988 году участники группы организуют рок-театр-студию «Секрет», где ставят спектакль об Элвисе Пресли «Король рок-н-ролла» и принимают участие в десятках телепрограмм, часть из которых сами и придумывают. Параллельно группа записывает свой третий альбом «Ленинградское время» (1989), несколько отошедший от стилистики ранних «Beatles»: утяжелённый современный звук и более «серьёзные» тексты.
В 1989 году «Секрет» даёт гастроли в Европе и выступают на двадцатилетии группы «Машина времени» с песней «Путь в сторону солнца».

### Поздние годы
В 1990 году из «Секрета» уходит Максим Леонидов (в 1990—1994 годах проживавший в Израиле). Это было неожиданностью, но, по словам Фоменко, это открыло «много путей и дорог». Участники группы сохранили дружеские отношения. Максим Леонидов:
Просто в какой-то момент мы с ребятами разошлись в творческих устремлениях, мне хотелось одного, Коле Фоменко другого. Нас потянуло в разные стороны. И чем дальше, тем больше мы погружались во внутренние разногласия и дрязги и тем меньше работали. Жить в конфликте я не умею, никогда не умел и не хочу учиться…Максим Леонидов, Интервью Максима Леонидова "Нашему радио"
До 1996 года группа выступает и записывается в качестве трио, а параллельно ведёт на телевидении программу «Топ-Секрет» и выпускает телесериал-пародию «Сухие и мокрые». 
Некоторое время успех сопутствует группе, благодаря внеальбомным вещам «золотого» периода, выпущенным на сборнике «Секрет 85—89» («Арина-балерина» и пр.) и постоянному присутствию Николая Фоменко на телевидении. Новые же выпуски группы, альбомы «Оркестр в пути» (1991) и «Не переживай» (1994), сделанные в стилистике джаз-рока, оказались неровными.
В 1993 году меняется состав: вместо аккомпанирующего ансамбля «Кейптаун» приходят Сергей Болдакин («Малой») (экс-«Санкт-Петербург») и бас-гитарист Дмитрий Ашман (через полгода он переедет в Москву и начнет работать с «Браво»), Мурашов вновь садится за барабаны. В 1995 году к коллективу присоединяется басист Геннадий Анастасов (экс-«Санкт-Петербург»).
После выхода альбома «Blues de Moscou» в 1996 году Фоменко окончательно концентрируется на кино и телевидении и покидает группу. На его место приходит лидер-гитарист Олег Чиняков (экс-«Санкт-Петербург»). Основные вокальные партии в оставшемся дуэте исполняет в основном Заблудовский.
В 1997 году «Секрет» даёт в оригинальном составе пять концертов в Театре эстрады в Москве и Мюзик-холле Санкт-Петербурга. Концерты были приурочены к 10-летию с даты выхода одноимённого дебютного альбома. Первый из трёх концертов в питерском Мюзик-холле транслировался в прямом эфире радиостанцией Эльдорадио.

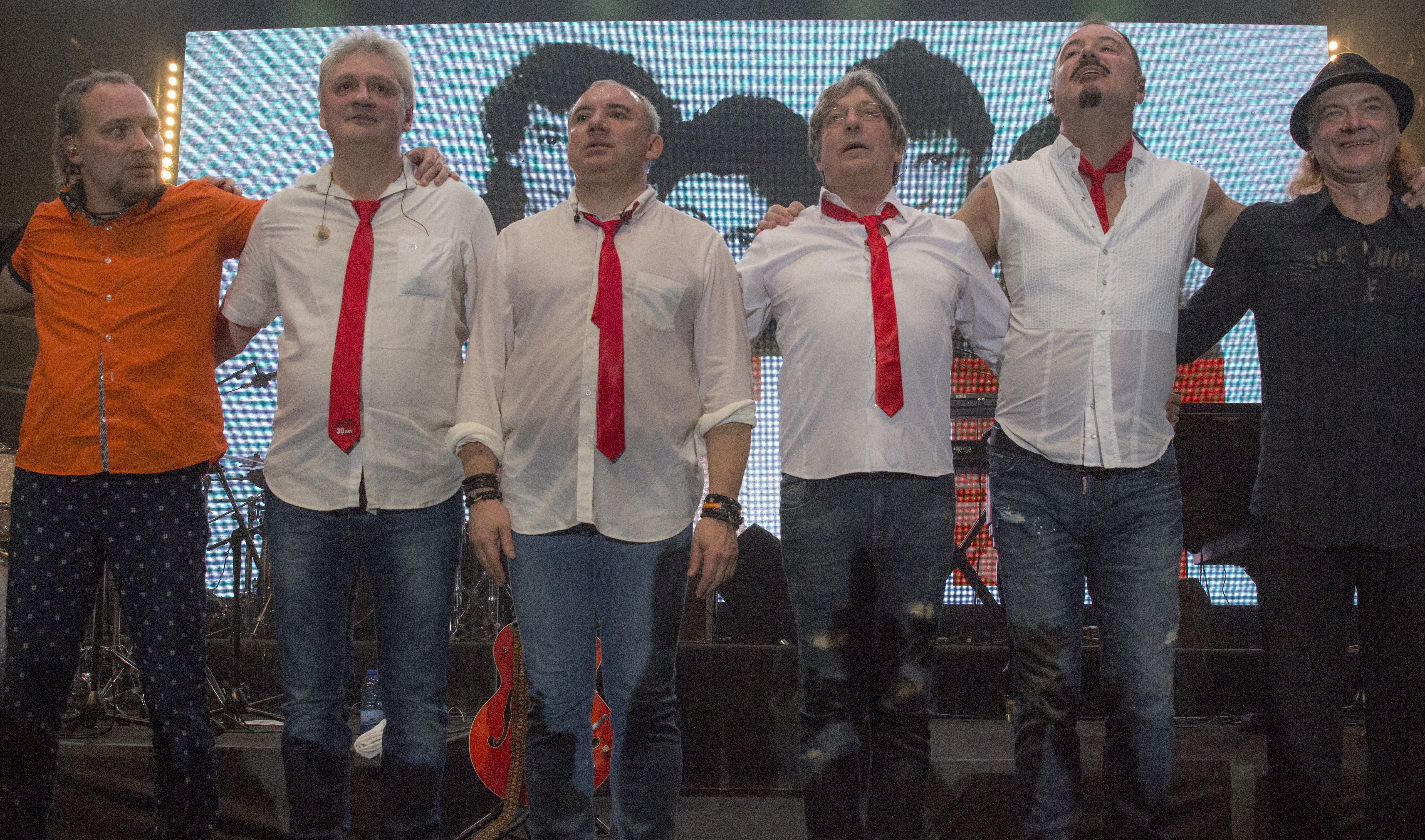
Бит-квартет "Секрет" на выступлении в Израиле в 2016 году

Заблудовский и Мурашов организуют коллектив «Секрет-5», который в 1997 году выпускает одноименный альбом («Пять»), большинство песен за авторством Заблудовского и Мурашова. Композиция «Москва-река» написана специально к 850-летию столицы (текст Сергея Мирова), на неё снят клип, в котором приняли участие все участники коллектива (Болдакин, Анастасов, Чиняков).
В сентябре, после концерта в честь Дня города, Заблудовский отправляет в «творческий отпуск» Мурашова, позволившего непрофессиональное поведение. 
В мае следующего года барабанщик заявляет об уходе из коллектива «из-за усталости». Группа «Секрет» (в форме дуэта) прекращает своё существование. За барабаны садится Александр Васильев, коллектив Заблудовского меняет название на «Секрет-99».

#### Период до воссоединения
До распада дуэта Заблудовский и Мурашов успевают записать несколько песен времён бит-квартета в акустической обработке («Дай мне» и др.). Часть из них в 2003 году выйдет в альбомах на сольных альбомах: у Заблудовского в «То, что называется любовь», у Мурашова в «Старый СЕКРЕТер». Соавтором нескольких новых песен Заблудовского был его предшественник времен квартета Дмитрий Рубин («Четыре», «Старый джаз», «2000 год»).

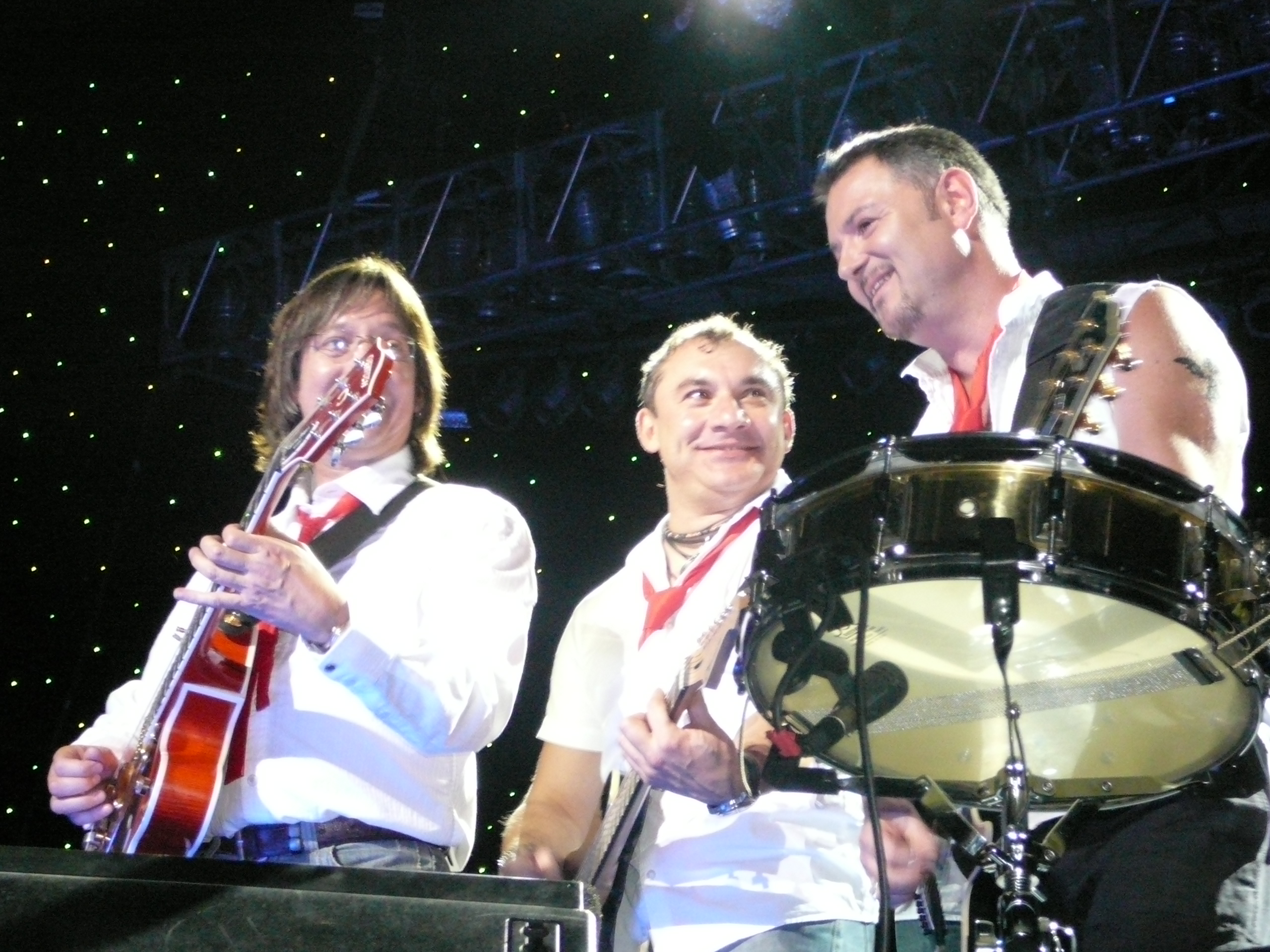
Концерт «Секрета» в БКЗ «Октябрьский» 30 октября 2007 года

В 1999 году коллектив выступает на стадионе «Петровский» в Санкт-Петербурге.
В 2003 году с успехом проводит серию выступлений в честь 20-летия группы в Кремле и БКЗ «Октябрьский». Специально к юбилею бит-квартет(?) «Секрет» впервые за многие годы записал новую песню «Ничего не исчезает», написанную Максимом Леонидовым. После чего был выпущен трибьют-альбом «Секретные материалы», состоящий из кавер-версий, выполненных ведущими рок-исполнителями страны. В рамках тура состоялись концерты в Санкт-Петербурге и Киеве.
В феврале 2003 года кавер-версия песни «Моя любовь на пятом этаже» в исполнении поп-панк группы Ber-Linn попала в эфир радио MAXIMUM. Спустя несколько недель данная композиция заняла первое место на вершине «Хит-парада двух столиц» и не покидала 10-ку лучших в течение полугода. Видеоклип, где в главной роли снялся Максим Леонидов был включён в ротацию MTV. Успех вдохновил музыкантов идеей выпустить целый альбом перепевок ретро-произведений бит-квартета, но в итоге эта задумка так и осталась нереализованной. Однако, в интернете всё же сохранилась одна неизданная работа — демка трека «Скоро навсегда» от Ber-Linn.
В том же году Мурашов создаёт свой коллектив «По-барабану Бэнд», привлекая к работе гитариста Олега Чинякова. До 2008 году местом дислокации группы была Москва, после — Санкт-Петербург.
В 2004 году команда КВН «Лица уральской национальности» в третьей 1/8 игре сезона в конкурсе «Музыкалка» показали номер про бит-квартет «Секрет» 20 лет спустя, под названием «Первая репетиция группы после долгой разлуки».
30 октября 2007 года «Секрет» вновь объединился, дав концерт в БКЗ «Октябрьский». Начиная с этого концерта, квартету помогает группа Максима Леонидова Hippoband.
Обещанные концерты в честь 25-летия группы в 2008 году не состоялись.
Заблудовский, Фоменко и Мурашов возродили трио в конце 2007 году, единственным официальным выступлением трио считается юбилей Заблудовского (остальные концерты корпоративные), который был отыгран в петербургском клубе «Jagger» в 2009 году. После этого, до 2015 года, в том же клубе несколько раз в год Заблудовский и Мурашов работают под названием «дуэт Секрет» (аккомпонирующая группа состоит из клавишника Сергея Болдакина и гитариста Олега Чинякова или Михаила «Гроллиста» Малкова, басиста Юрия Кощеева; все — из «Секрета-99»).
13 февраля 2012 года в БКЗ «Октябрьский» и 17 февраля 2012 года в новом московском Театре мюзикла группа в оригинальном составе выступила на юбилейных вечерах Максима Леонидова.

#### Воссоединение в золотом составе (2013 г. — наше время)
В начале 2013 года бит-квартет «Секрет» в полном составе снова собрался в студии для записи нового материала. 15 марта в радиоэфире и Интернете состоялась премьера новой песни «Всё это и есть любовь». Это первая композиция авторского тандема Леонидов — Фоменко со времени распада квартета в 1989 году. Ещё четыре песни — «Самолёты — поезда» (М. Леонидов — Н. Фоменко), «Серенада» (А. Заблудовский — М. Леонидов), «Двое» (А. Мурашов) и «Забирай моё сердце» (М. Леонидов — Н. Фоменко) были представлены публике чуть позже.
26 апреля состоялся выпуск макси-сингла «Секрет 30», в который вошли пять новых песен коллектива и акустическая версия песни «Всё это и есть любовь».
27 апреля 2013 в петербургском Ледовом дворце и 28 апреля в Крокус Сити холл в Москве, компанией NCA были проведены большие шоу коллектива, посвященные 30-летию группы. Впоследствии юбилейные концерты также состоялись в Минске и Киеве. В 2013 году коллектив выступил на рок-фестивале «Нашествие». 
В июле 2013 года бит-квартет «Секрет» выпустил первый с момента своего распада видеоклип на песню Леонидова-Фоменко «Забей!». 
В этом же году музыканты написали и исполнили заглавную песню для фильма «Ёлки 3» — «На любой стороне Земли»; участниками музыкального видео, премьера которого состоялась 2 декабря 2013 года, стали больше восьми тысяч человек из 11 городов — Санкт-Петербурга, Уфы, Магнитогорска, Краснодара, Екатеринбурга, Перми, Воронежа, Иркутска, Алма-Аты, Владикавказа и Калининграда.
В апреле 2014 года на лейбле Navigator Records вышел альбом «Всё это и есть любовь». Это первый за 24 года полноценный номерной альбом в классическом составе. В пластинку вошли 12 новых песен и акустическая версия заглавной песни. Сам альбом записывался на протяжении 2013 года в Санкт-Петербурге на студии «Фаворит». Звуковым продюсером выступил Владимир Густов, аранжировщик и мультиинструменталист. Большинство новых композиций было написано совместно:

Дело было так: я написал куплет и отправил его Николаю. Он, в свою очередь, прислал мне текст припева. Этот процесс проходил синхронно: пока он писал припев, к нему уже летел куплет. И наоборот. В былые времена мы и по телефону сочиняли песни, но с современными технологиями стало гораздо удобнее.

Презентация альбома состоялась в апреле 2014 года, в рамках московского и петербургского концертов.
13 февраля 2015 года группа получила приз в номинации «Легенда» на VIII ежегодной национальной премии «Чартова дюжина».
В 2016 году после второго инсульта умирает гитарист «Секрета» Олег Чиняков.
В ноябре 2017 года стартовал тур «Секрета» в честь 35-летия группы. Классический состав отыграл концерты в Москве, Минске и Санкт-Петербурге. В декабре тур продолжился в Германии, где состоялось семь концертов.
11 декабря 2017 года состоялась премьера кавер-версии песни группы «Последний час декабря» из альбома «Секрет» (1987) в рамках проекта «10 песен атомных городов». Автором идеи стал музыкант группы «ГрАссМейстер» Тимур Ведерников. Проект объединил более 400 музыкантов — профессионалов и любителей, самых разных возрастов (от 4 до 92 лет) и профессий, живущих и работающих в 18 городах России. Съемки проходили три месяца, было отснято более ста часов музыкального материала, из которого будут смонтированы десять клипов.
Из-за разгара пандемии коронавируса в 2020 году запланированный на 24 апреля концерт группы в клубе «Морзе» перенесли на 10 октября; 5 августа появилась информация об отмене концерта.
В конце 2023 года Максим Леонидов и Николай Фоменко начали работу над новыми песнями,а в январе 2024 года появилась информация что группа "Секрет" уже летом запишет в студии двойной альбом.
10 октября 2024 в программе «фАнотека» на НАШЕм радио Андрей Куренков презентовал новый трек группы "Секрет" под названием "Это Питер, детка". Официальная премьера на цифровых площадках состоялась 11 октября. Релиз стал первой новинкой за 10 лет с момента выхода в 2014 году альбома "Всё это и есть любовь". Авторами трека значатся Максим Леонидов - Николай Фоменко.
12 октября 2024 года "Это Питер, детка!" стала новинкой в "Настоящем хит-параде" на радио Комсомольская правда, а спустя семь недель, 30 ноября, композиция поднялась на первую строчку и возглавила чарт.
8 ноября 2024 года состоялась премьера альбома "SPB FM Stereo, Vol. I". Трек-лист состоит из девяти новых песен. Они написаны Максимом Леонидовым и Николаем Фоменко. Большая часть композиций пластинки посвящена Ленинграду – городу детства этих музыкантов.
Над созданием альбома работал настоящий оркестр виртуозов-единомышленников: заслуженный артист России – Лев Клычков, скрипачка Ольга Барсова, альтист, концертмейстер и дирижёр Иосиф Нурдаев, виолончелист Тарас Трепель, а также питерские музыканты Евгений Олешев, Александр Колчин и Пётр Захаров. 
Альбом нельзя назвать в полном смысле работой бит-квартета «Секрет», так как гитарист Андрей Заблудовский и барабанщик Алексей Мурашов не принимали участие в записи (в выходных данных альбома им выражена благодарность «за то, что были мысленно с нами»). Изначально сообщалось, что живущий во Франции Заблудовский запишет свои партии удаленно, однако музыкант не смог принять участие в записи даже дистанционно, а барабанщик Алексей Мурашов отправлен "на заслуженный отдых". По словам Андрея Заблудовского, ни его, ни Мурашова изначально не пригласили ни на запись нового альбома, ни в тур.
На сервисе Яндекс.Музыка альбом «SPB FM Stereo, Vol. I» вышел в двух вариантах: обычной и делюкс-версиях. Последняя включает комментарии Фоменко и Леонидова к каждой композиции альбома.
14 марта 2025 группа выпустила новую песню Малибу. Песня посвящена одноименному городу, в котором живут знаменитости Голливуда.
26 апреля того же года группа выпустила новый альбом под названием SPB FM Stereo, Vol.2 .
В альбоме 9 песен, включая трек Малибу. 

#### Мюзикл
3 декабря 2022 года на сцене Московского дворца молодежи состоялась премьера мюзикла «Ничего не бойся, я с тобой», основанного на 23 песнях бит-квартета в новых аранжировках.
28 декабря мюзикл представил новогоднее поздравление для зрителей — видео на песню «Последний час декабря». Номер, в котором снялись актеры шоу, не является сценой из спектакля, а поставлен специально в декорациях мюзикла. На сцене артисты наряжают ёлку, встречают гостей, накрывают праздничный стол и поднимают бокалы с шампанским. 
А 29 декабря Ваня Дмитриенко и Асия выпустили кавер-версию и клип на заглавную песню мюзикла, впервые изданную на альбоме «Секрета» Blues de Moscou (1996), кавер записан под впечатлением от мюзикла. 
Также 14 февраля 2023 года ко Дню всех влюблённых клип на заглавную песню представила команда мюзикла. Песню исполняет ведущий дуэт мюзикла — Антон Лобан и Юлия Довганишина.
В апреле 2023 года мюзикл стал самым кассовым за всю историю театра в России, собрав свыше 1 миллиарда рублей за первый квартал постановки. А за первые полгода на сцене мюзикл только в Москве посмотрели более 500 тысяч зрителей, кассовые сборы превысили 1,5 миллиарда рублей. В сентябре 2023 года была объявлено о планах снять фильм по мюзиклу.
В августе 2023 года вышел саундтрек к мюзиклу, представляющий собой трибьют-сборник группе «Секрет», состоящий из композиций мюзикла в исполнении его артистов. Музыкальный критик Алексей Мажаев отметил: «Альбом ценен тем, что фиксирует новые версии песен, большинство из которых записаны „Секретом“ 35 и более лет назад, а некоторые и вообще не входили в номерные пластинки. Вполне вероятно, что кто-то из слушателей найдёт мюзикловое звучание хитов интереснее оригинальных вариантов».
В ноябре 2024 г. и апреле 2025 г. группа выпустила новые альбомы под названиями «SPB FM Stereo, Vol. I» и «SPB FM Stereo, Vol. II». Оба состоят из 9 композиций.

## Состав
Классический состав
- Максим Леонидов — вокал, ритм-гитара, клавишные, музыка, тексты (1982—1990, с 2013)
- Николай Фоменко — вокал, бас-гитара, ритм-гитара, скрипка, музыка, тексты (1982—1996, с 2013)
- Андрей Заблудовский — вокал, соло-гитара, скрипка, музыка, тексты (1983—1999, 2013—2024)
- Алексей Мурашов — ударные, ритм-гитара, вокал, музыка, тексты (1982—1998, 2013—2022)

Сессионные музыканты
- Михаил Паклин — клавишные (1989-1990)
- Владимир Густов — соло-гитара, саунд-продюсер

Бывшие участники
- Дмитрий Рубин — соло-гитара, вокал (1982—1983, умер в 2017)
- Александр Калинин — ударные (1982)
- Сергей Болдакин — клавишные (1993-99)
- Олег Чиняков — гитара (1996-99, умер в 2016)
- Дмитрий Ашман — бас-гитара (1993-94)
- Геннадий Анастасов — бас-гитара (1994-99)

Группа «Кейптаун» (аккомпанирующий коллектив, 1990-93)
- Владимир Кушнир — клавишные
- Евгений Пескин — гитара
- Вячеслав Крюков — бас-гитара
- Валерий Михайлов — клавишные
- Павел Разживин — ударные
- Сергей Золотов — саксофон
- Борис Романов — труба
- Александр Кайков — тромбон

Группа «Hippoband» (аккомпанирующий коллектив, 2007-2022)
- Владимир Густов — гитара
- Евгений Олешев — клавишные
- Юрий Гурьев — бас-гитара
- Юрий Сонин — ударные
- Евгений Гурьев — гитара

### Временная шкала
Примечания к временной шкале: 1) из группы "Кейптаун" показан только Владимир Кушнир (но в записи альбома "Оркестр в пути" принимала участия вся группа); 2) не показан состав группы "Секрет-99", существовавшей как сольный проект Андрея Заблудовского с 1999 по 2014; 3) из группы "Hippoband" показан только Владимир Густов (при этом группа "Hippoband" участвовала во всех концертах "Секрета" с 2007 до 2020 года, кроме "Квартирника у Маргулиса" (2017), но в записи альбома "Всё это и есть любовь" принимал участие только Густов); 4) Заблудовский не принимал участия в концертах 2020 года.

## Дискография

### Номерные альбомы и синглы
Ниже перечислены номерные альбомы и синглы группы «Секрет»:
- 1984 — Ты и я
- 1987 — Секрет (тираж — 1 097 320[25])
- 1988 — Сердце северных гор
- 1989 — Ленинградское время (тираж — 500 580[25])
- 1990 — Шаг за шагом
- 1991 — Оркестр в пути (тираж — 100 000[25])
- 1994 — Не переживай
- 1996 — Blues de Moscou
- 1997 — Пять
- 2014 — Всё это и есть любовь
- 2024 — SPB FM Stereo, Vol. I
- 2025 — SPB FM Stereo, Vol. II
- 2025 — BIG BEET 83 (новые записи песен 1980-х, не записанных в студии)

### Концертные альбомы
- 1984 — II фестиваль Ленинградского рок-клуба (при участии Майка Науменко)

### Синглы и EP
- 2013 — Секрет 30
- 2013 — «На любой стороне Земли» (OST Ёлки 3)
- 2024 — Это Питер, детка! (Single)
- 2024 — Самолётом до Пулково (Single)
- 2025 — Малибу (Single)

### Официальные сборники и переиздания
- 1994 — Бит-квартет Секрет
- 1997 — The Best
- 2001 — Блюз бродячих собак
- 2003 — 20 лет

### Трибьюты
- 2003 — Секретные материалы
- 2023 — Ничего не бойся, я с тобой — саундтрек к одноимённому мюзиклу.

### Сайд-проект
- 1984 — «Нервная ночь» (Константин Кинчев, Андрей Заблудовский, Алексей Мурашов и Святослав Задерий)

## Фильмография
- 1983 — Телеспектакль Ах, эти звёзды! (Максим Леонидов, Дмитрий Рубин, Алексей Мурашов, Александр Калинин)
- 1987 — Как стать звездой (Бит-квартет Секрет)
- 1990 — фильм-спектакль «Судьба Короля» (Рок-театр-студия Секрет)
- 1990 — Красные дьяволята-3 (Трио Секрет)
- 1992 — Фанданго для мартышки (Трио Секрет)
- 1993 — Сухие и мокрые (Трио Секрет)
- 2003 — Убойная сила-5. Лазурный берег (Максим Леонидов и Николай Фоменко)
- 2010 — Счастливый конец (Андрей Заблудовский и Алексей Мурашов)
- 2013 — Ёлки 3 (композиторы: Максим Леонидов и Николай Фоменко)
- 2016 — Найти мужа Дарье Климовой (Максим Леонидов и Николай Фоменко)

## Телепередачи
- 1984—1985 — «Кружатся диски» (Ленинградская программа ЦТ): Максим Леонидов — ведущий; Николай Фоменко — автор сценария, один из ведущих; Андрей Заблудовский и Алексей Мурашов - участники бит-квартета «Секрет»
- 1985 — группа «Секрет» в «Rock Around The Kremlin (Рок вокруг Кремля)» (французский телеканал «Antenne 2[англ.]*»)
- 1986 — бит-квартет «Секрет» песня «Где найти слова?» в «До 16 и старше…»
- 1986—1987 — Бит-квартет «Секрет» в «Утренняя почта» (Первая программа ЦТ), 3 передачи
- 1987 — поединок бит-квартета «Секрет» в Музыкальный ринг (Ленинградская программа ЦТ)
- 1988  — Бит-квартет«Секрет» приглашённые друзья в «Музыкальный ринг - Игорь Корнелюк и Виктор Резников» (Ленинградская программа ЦТ)
- 1988—1990 — «Поп-Антенна» (Ленинградская программа ЦТ)
- 1990—1991 — «Топ-секрет» (Ленинградская программа ЦТ)
- 1992 — «Оба-на!» (1-й канал Останкино)
- 1996—2000 — «Старые песни о главном» — 1, 2, 3, Постскриптум (ОРТ)
- 1997 — СЕКРЕТный разговор. Документальный телефильм в 3-х сериях, 1997г. (5 канал)
- 1998 — Николай Фоменко feat. Максим Леонидов «Дуэт Фика и Фока» - Николай Фоменко и Максим Леонидов в «Новогодняя Ночь в Опере на НТВ 1998» (НТВ)
- 2003 — «Секрет» песня «Ничего не исчезает» в «Новогодняя ночь на Первом — 2004» (Первый канал)
- 2004 — «Ночь в стиле Disco» (СТС) песня «Back in USSR»
- 2012 — «Секрет» песня «Ничего не исчезает», музыкальные гости шоу «Вечерний Ургант» (Первый канал)
- 2013 — Максим Леонидов и Николай Фоменко в шоу «Вечерний Ургант» (Первый канал)
- 2017 — Бит-квартет «Секрет» в шоу «Вечерний Ургант» 885-й выпуск (Первый канал)
- 2017 — «Бит-квартет Секрет» в Квартирник НТВ у Маргулиса (НТВ)
- 2022 — «Сегодня вечером. Максиму Леонидову 60 лет!» (Первый канал)